# Uckfield

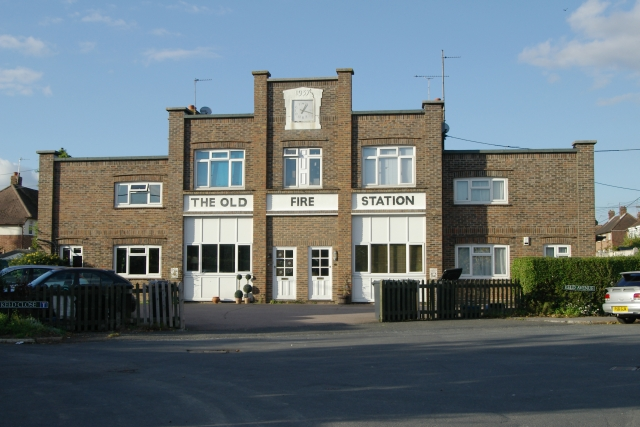
Alte Feuerwache in Uckfield

Uckfield ist eine Stadt und ein Civil Parish mit 14.493 Einwohnern (2011) im District Wealden in East Sussex im Süden Englands. Der Ort liegt am Fluss Uck, einem Zufluss des Flusses Ouse und am südlichen Rand eines Weald genannten Gebietes zwischen den North Downs und den South Downs.

## Geschichte
Uckfield wird im späten 13. Jahrhundert das erste Mal urkundlich erwähnt. Der Ort entwickelte sich aus einem Haltepunkt für Pilger zwischen Canterbury, Chichester und Lewes. Die Pilger überquerten hier den Fluss und kauften Verpflegung in einem nicht mehr existierenden Gasthaus in der heute noch existierenden Pudding Cake Lane. Das älteste Haus im heutigen Uckfield ist Bridge Cottage aus dem 15. Jahrhundert und ist heute ein Museum.
Durch seine Lage am Fluss Uck sind Teile der Stadt wiederholt von Überschwemmungen betroffen gewesen. Die letzten Überschwemmungen waren in den Jahren 1989, 1994, 2000 und 2007. Seit 2010 schützt eine Flutmauer einen Teil des tiefergelegenen Stadtzentrums.
Als Fundort des Piltdown-Menschen, der sich später als eine Fälschung herausstellte, wurde 1912 die westlich der Stadt gelegenen Ortschaft Piltdown angegeben.
Der verschollene und später für tot erklärte Lord Lucan wurde das letzte Mal gesichert am 8. November 1974 im Haus von Susan Maxwell-Scott in Uckfield gesehen.

## Städtepartnerschaften
Quickborn in Schleswig-Holstein unterhält seit 1975 eine Städtepartnerschaft mit Uckfield. Ferner besteht seit 2011 eine Partnerschaft mit der französischen Gemeinde Arques-la-Bataille im Département Seine-Maritime.

## Söhne- und Töchter der Stadt
- John Batchelor (1855–1944), anglikanischer Missionar und Archidiakon in Japan
- Percy Thomas Etherton (1879–1963), Offizier der britischen Armee und Konsul in Kaschgar
- Rag ’n’ Bone Man (Rory Graham, * 1985), Blues- und Soul-Sänger
- Richard Stoop (1920–1968), Autorennfahrer und Pilot im Zweiten Weltkrieg

## Nachweise
1. ↑  Environment Agency - Uckfield's new flood wall officially opened (Memento vom 8. November 2009 im Internet Archive)
2. ↑  Homepage der Stadt Uckfield – Uckfield and District Twinning Association, abgerufen am 10. Mai 2017.